# Černý hřebec
Černý hřebec (The Black Stallion) je dobrodružný románový cyklus amerického spisovatele Waltra Farleyho, jehož hlavním hrdinou je hřebec Black a jeho potomci. První díl vyšel roku 1941 a měl obrovský úspěch. Proto Farley napsal pokračování a cyklus se pak postupně rozrostl na dvacet svazků.

## Přehled jednotlivých dílů cyklu
- The Black Stallion (1941, Černý hřebec),
- The Black Stallion Returns (1945, Černý hřebec se vrací),
- Son of the Black Stallion (1947, Syn černého hřebce),
- The Island Stallion (1948, Ostrov hřebců),
- The Black Stallion and Satan (1949, Černý hřebec a Satan),
- The Black Stallion's Blood Bay Colt (1951, Hříbě černého hřebce),
- The Island Stallion's Fury (1951),
- The Black Stallion's Filly (1952, Dcera černého hřebce),
- The Black Stallion Revolts (1953),
- The Black Stallion's Sulky Colt (1954),
- The Island Stallion Races (1955),
- The Black Stallion's Courage (1956),
- The Black Stallion Mystery (1957),
- The Horse-Tamer (1958),
- The Black Stallion and Flame (1960),
- The Black Stallion Challenged (1964),
- The Black Stallion's Ghost (1969),
- The Black Stallion and the Girl (1971),
- The Black Stallion Legend (1983),
- The Young Black Stallion (1989, Mladý černý hřebec), jde vlastně o úvod k celému cyklu, kdy je černý hřebec ještě hříbětem (napsáno společně se synem Stevenem Farleym).

## Filmové adaptace
- The Black Stallion (1979, Černý hřebec), americký film, režie Carroll Ballard.
- The Black Stallion Returns (1983, Černý hřebec se vrací), americký film, režie Robert Dalva.
- The Adventures of The Black Stallion (1990–1993, Dobrodružství černého hřebce), kanadský televizní seriál, režie Carroll Ballard.
- The Young Black Stallion (2003, Mladý černý hřebec), americký film, režie Simon Wincer.

## Česká vydání
- Černý hřebec, Albatros, Praha 1999, přeložila Hana Petráková, znovu 2003.
- Černý hřebec se vrací, Albatros, Praha 2000, přeložila Hana Petráková.
- Syn černého hřebce, Albatros, Praha 2001, přeložila Hana Petráková.

## Obsah česky vydaných dílů cyklu

### Černý hřebec
Kniha vyprávi dobrodružný příběh o vzniku přátelství chlapce Aleka a černého hřebce. Alek se vrací domů z prázdnin v Indii, kde byl u svého strýce, a při svých toulkách po lodi narazí na krásného černého hřebce Shetana. Pak dojde k bouři a loď ztroskotá. Hřebec zachrání chlapci život, když s ním doplave na malý pustý ostrov. Alek dá hřebci jméno Black a když jsou zachráněni, chce se stát žokejem a začne hřebce v New Yorku společně s bývalým žokejem Henrym trénovat. Protože není znám hřebcův původ, nemůže být přihlášen do oficiálního dostihu. Může se však zúčastnit závodu se dvěma šampióny USA, který se jede proto, aby se určilo, kdo z těch dvou je lepší. Black překvapivě v závodě zvítězí a získá pověst nejrychlejšího koně v USA.

### Černý hřebec se vrací
Zpráva o vítězství Blacka oblétne rázem celý svět a pro koně si přijde jeho pravý majitel, arabský náčelník Abu Ja' Kub ben Ishak. Ten si hřebce odveze. Alek s Henrym a s bohatým chovatelem koní Volencem se vydají za ním. V Arábii Alek pomůže Ishakovi nalézt pravého vraha Abd-al-Rahmana, který z tohoto činu podezíral právě Ishaka. Alek pak s Blackem vyhraje dostih a rozhodne se odjet domů s tím, že Blackovi je u Ishaka lépe. Ten Alekovi slíbí, že mu daruje první Blackovo hříbě.

### Syn černého hřebce
Ishak skutečně pošle Alekovi Blackovo první hříbě, které dostane jméno Satan. Satan je ale ke všem okolo zlý a nedůvěřivý a chová se nepředvídatelně. Henry se snaží koně zkrotit a přiváže ho ke stromu. Satan jej srazí a přeskočí plot. Délka lana však na takový skok nestačí a Satan se začíná dusit. Alek jej zachrání a Satan k němu přilne, Henryho však nenávidí a zároveň se ho bojí. Má strach i z bičíků, které se při tréninku koní používají. Přesto dokáže svůj strach překonat a vyhraje s Alekem důležitý dostih.